# Firhill Stadium

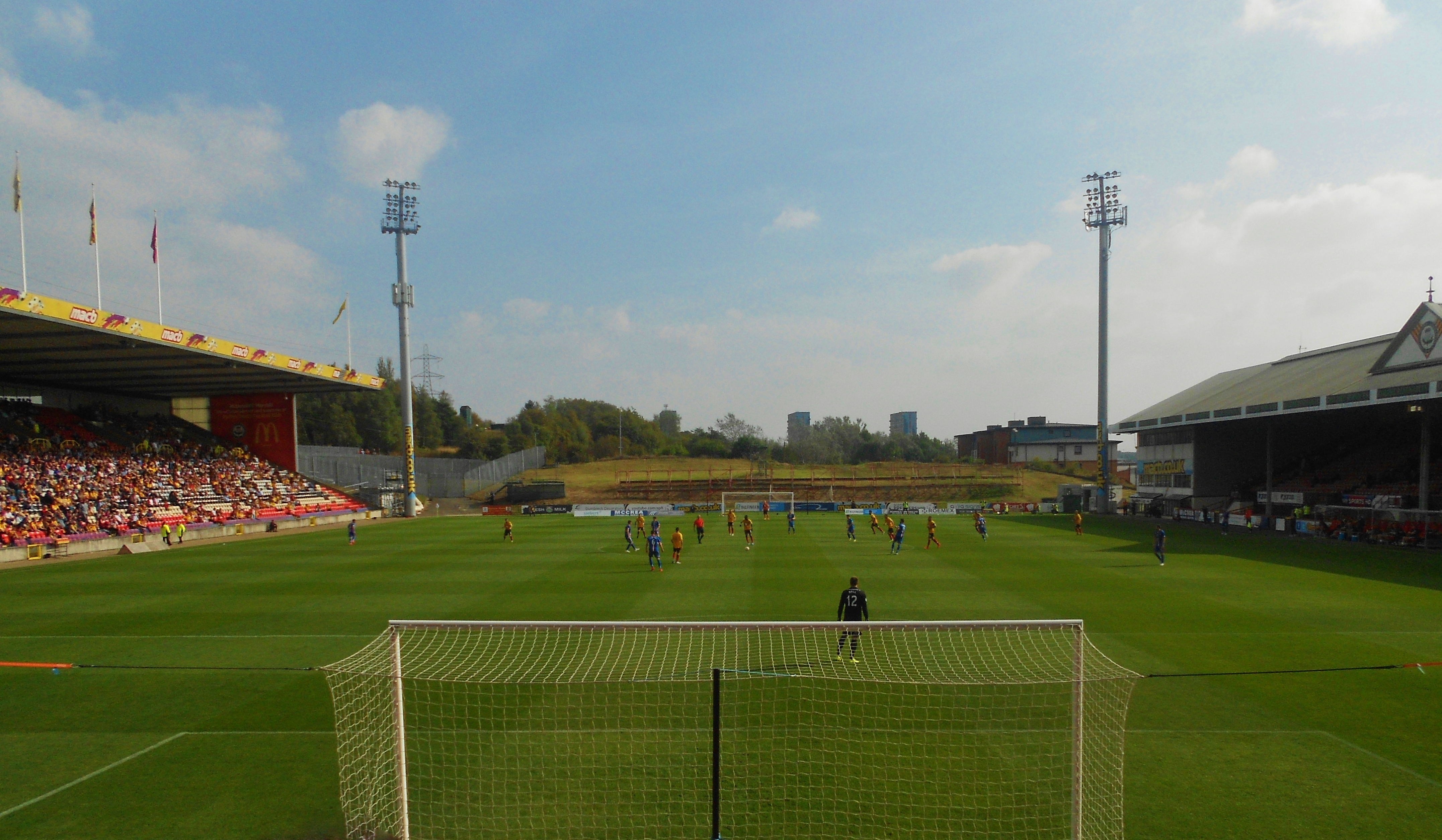
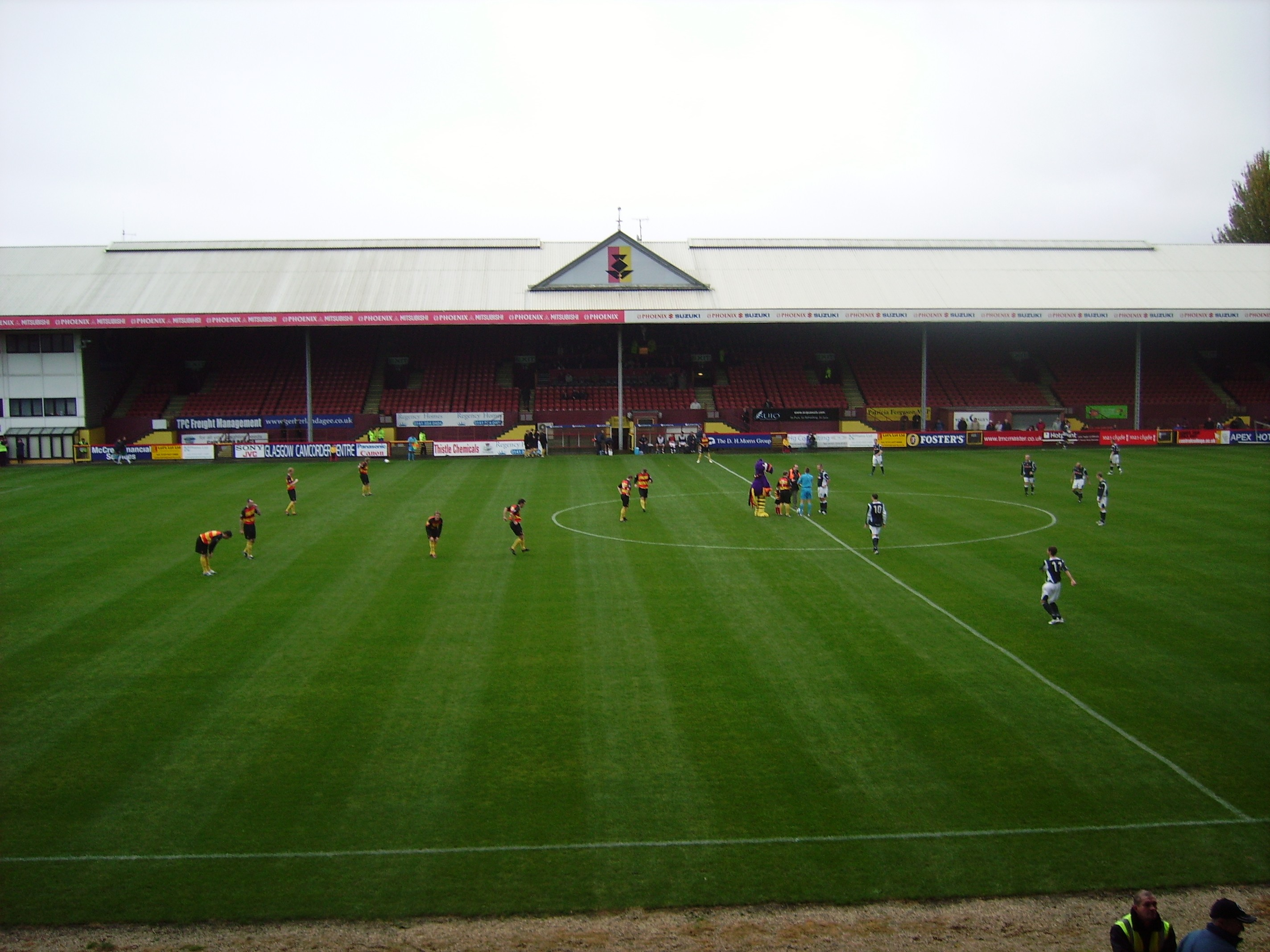

El Firhill Stadium, también llamado Firhill Arena, es un estadio de fútbol y rugby ubicado en el norte de la ciudad de Glasgow en Escocia, fue inaugurado en 1909 y posee una capacidad para 10 800 espectadores, es el estadio del club Partick Thistle FC que disputa la Premier League de Escocia.
El estadio sirvió como hogar temporal para otros dos clubes de fútbol, Clyde FC y Hamilton Academical. También fue sede de la Copa Mundial de Rugby League en el año 2000 y del Glasgow Warriors equipo de rugby entre 2007 y 2012.
El récord de asistencia para un partido de fútbol en Firhill fueron las 55 000 personas en 1928 para un juego entre las selecciones de Escocia versus Irlanda, en tiempos en que no existían prohibiciones para gente de pie. Posteriormente ha sido remodelado en diferentes oportunidades (1927, 1994, 2002 y 2003) para cumplir con exigencias de seguridad impuestas por la liga.